# Новый Маклауш
Новый Маклауш (эрз. Од Маклауш веле) — село в Клявлинском районе Самарской области России. Входит в состав сельского поселения станция Клявлино.

## География
Село находится в северо-восточной части Самарской области, в пределах Высокого Заволжья, в лесостепной зоне, на расстоянии примерно 4 км (по прямой) к востоку от Клявлино, административного центра района. Абсолютная высота — 188 м над уровнем моря.
Климат
Климат характеризуется как умеренно континентальный, с холодной малоснежной зимой и жарким сухим летом. Среднегодовая температура воздуха — 3,1 °С. Средняя температура воздуха самого тёплого месяца (июля) — 19,2 °C (абсолютный максимум — 37 °C); самого холодного (января) — −13,3 °C (абсолютный минимум — −46 °C). Среднегодовое количество атмосферных осадков составляет 646 мм, из которых 395 мм выпадает в период с апреля по октябрь. Снежный покров держится в течение 163 дней.
Часовой пояс
Село Новый Маклауш, как и вся Самарская область, находится в часовой зоне МСК+1. Смещение применяемого времени относительно UTC составляет +4:00.

## Население
| 2010 |
| ---- |
| 97   |

Половой состав
По данным Всероссийской переписи населения 2010 года, в гендерной структуре населения мужчины составляли 47,4 %, женщины — соответственно 52,2 %.
Национальный состав
Согласно результатам переписи 2002 года, в национальной структуре населения мордва-эрзя составляла 91 % из 142 чел.